# Eorl (Tolkien)
Eorl de Jonge is een personage uit de door Tolkien bedachte wereld van Midden-aarde. Hij was koning van de Éothéod van het jaar 2501 van de derde era tot 2510. Zijn vader, Léod, was ongelukkig tot zijn einde gekomen toen hij een paard probeerde te temmen. Eorl temde het paard alsnog en noemde hem Felaróf. Dit paard zou de koning tot het eind van zijn leven dragen. Daar Eorl nog maar een jonge knaap was toen dit voorval plaatsvond stond hij bekend als de Jonge.
In het jaar 2510 werd Gondor bedreigd door een invasie van de Balchoth en Orks. De noordelijke provincie Calenardhon werd onder de voet gelopen en het leger van Gondor de pas afgesneden. Eorl, die gehoord had van Gondors moeilijkheden, leidde zijn ruiters in een charge die het tij deed keren en zo won men toch de Slag van de Velden van Celebrant. Als dank kreeg hij van de toenmalige stadhouder van Gondor, Cirion, de uitgestrekte regio Calenardhon als land voor zijn volk, wat vanaf toen beter bekend zou staan als Rohan. In reactie hierop zwoer Eorl op de Halifirien de eed van Eorl. Rohans eerste hoofdstad, nog voor Edoras, werd Aldburg in de Folde.
Hij zou nog tot 2545 koning van Rohan zijn. In dat jaar viel hij in de strijd tegen de Oosterlingen. De Rohirrim noemen zichzelf de Eorlingas, de zonen van Eorl, om hem te eren.